# Distretto di Linghe
Il distretto di Linghe (凌河区S, Línghé QūP) è un distretto della Cina, situato nella provincia di Liaoning e amministrato dalla prefettura di Jinzhou.